# Аванпост (телесериал)
«Аванпост» (англ. The Outpost) — американский драматический  телесериал жанра фэнтези, рассказывающий о Талон — представительнице расы Чернокровок. Она ищет убийц своей семьи, следы которых ведут в крепость, находящуюся на границе обитаемых земель. Премьера первого сезона состоялась 10 июля 2018 года.
9 октября 2018 года телеканал The CW продлил сериал на второй сезон. Премьера второго сезона состоялась 11 июля 2019 года. В октябре 2019 сериал был продлен на третий сезон. Премьера третьего сезона состоялась 8 октября 2020 года. Премьера четвертого сезона состоялась 15 июля 2021 года.
15 сентября 2021 года телеканал The CW закрыл телесериал после четырех сезонов.

## Сюжет
В центре сюжета оказывается представительница расы Чернокровок Талон. Она ищет убийц своей семьи, следы которых ведут в крепость, находящуюся на границе обитаемых земель. Во время путешествия девушка обнаруживает у себя сверхъестественные способности, которыми ей придется овладеть, чтобы спасти себя и защитить мир от фанатичного религиозного диктатора.

## Актёрский состав

### Основной состав
- Джессика Грин — Талон (Коготь)[1]
- Джейк Стормоен — капитан Гаррет Спирс[1]
- Имоджен Уотерхаус — Гвинн / Принцесса Розамунда[1] (сезоны 1-3)
- Ананд Десаи-Барочиа — Джанзо[1]
- Эндрю Ховард — маршал Седрик Визерс[1] (сезоны 1-2)
- Робин Малкольм — Элионор[1] (сезоны 1-2)
- Кевин МакНелли[8] — Смит (1 сезон эпизоды 1-6)
- Аарон Фонтейн — Тобин (сезоны 2- настоящее)
- Глайнис Барбер — Гертруша (2 сезон — настоящее)
- Адам Джонсон, —  Мант (сезон 3; повторяющиеся сезоны 1-2)
- Рис Ричи —  Зед (сезон 3; повторяющийся сезон 2)
- Джорджия Мэй Фут —  Фалиста (3 сезон  — настоящее)
- Джей Гриффитс  —  Явалла (3 сезон)
- Изука Хойл — Рен (3 сезон — настоящее)

### Второстепенный состав
- Филипп Броди — посол Эверет Дред (сезоны 1-2)
- Чаран Прабхакар — Данно (сезон 1)
- Сонали Костилло — Эсса Хан (сезоны 1-2)
- Элизабет Биркнер — Илайн (aka. The Dragman) (сезоны 1-2)
- Светлана Милорадова — Света (1 сезон)
- Майкл Флинн — генерал Корнелиус Калкуссар (сезон 1)
- Тор Най — Келл (1 сезон)
- Уильям Рубио — Раэль (1 сезон)
- Кокей Фалкоу — Тибурон Шек (сезон 1)
- Бен Рей — Солдат (1 сезон)
- Лили Холландер — Ребб (сезон 2)
- Елена Гаврилович — Sana Vasic
- Медальон Рахими (сезон 1) и Амита Суман (сезон 2) — Ная
- Драган Мичанович, —  капитан Орлик (2 сезон  —  настоящее)
- Джеймс Дауни  —  Сэмми (сезоны 2-3)
- Патрик Листер —  капитан Калкуссар (сезоны 2-3)
- Тихана Упцев —  Варлита (2 сезон - настоящее)

## Список эпизодов
| Сезон | Сезон | Эпизоды | Оригинальная дата выхода | Оригинальная дата выхода |
| Сезон | Сезон | Эпизоды | Премьера сезона          | Финал сезона             |
| ----- | ----- | ------- | ------------------------ | ------------------------ |
|       | 1     | 10      | 10 июля 2018             | 2 октября 2018           |
|       | 2     | 13      | 11 июля 2019             | 26 сентября 2019         |
|       | 3     | 13      | 8 октября 2020           | 3 января 2021            |
|       | 4     | 13      | 15 июля 2021             | 7 октября 2021           |

### Сезон 1 (2018)
| № | Название                                                              | Режиссёр        | Автор сценария                  | Дата премьеры     | Зрители U.S. (млн) |
| --- | --------------------------------------------------------------------- | --------------- | ------------------------------- | ----------------- | ------------------ |
| 1 | «One Is The Loneliest Number» «Одной всегда одиноко»                  | Джон Лайд       | Джейсон Фаллер и Кинан Гриффин  | июль 10, 2018     | 0.77               |
| Тaлoн, единственнaя выжившaя из рaсы Блэкблад (чернокровок).Талон отправляется в путешествие к отчаянному Аванпосту на краю королевства, где она, наконец, сталкивается с одним из мужчин, которые убили ее людей.                                                                                                 |                                                                       |                 |                                 |                   |                    |
| 2 | «Two Heads Are Better Than None» «Без головы хорошо, а с двумя лучше» | Курт Найт       | Джейсон Фаллер и Кайнан Гриффин | июль 17, 2018     | 0.64               |
| От своего таинственного спасителя, Талон узнает глубокие секреты о себе и о своем роде. Гейт Маршалл Витерс расследует убийство офицера Прайм-ордера,пообещав казнить убийцу. |                                                                       |                 |                                 |                   |                    |
| 3 | «The Mistress and the Worm» «Хозяйка и Червяк»                        | Курт Найт       | Джейсон Фаллер и Кайнан Гриффин | июль 24, 2018     | 0.64               |
| Талон изо всех сил пытается командовать убийственным существом, которого она вызвала. Гаррет и Джанзо работают над тем, чтобы раскрыть причину болезни. |                                                                       |                 |                                 |                   |                    |
| 4 | «Strange Bedfellows» «Нежданные связи»                                | Джон Лайд       | Джейсон Фаллер и Кайнан Гриффин | июль 31, 2018     | 0.61               |
| Вoпрeки сoвету Смитa, Талoн идет за дeмoнoм, прeждe чeм oнa будет к этому гoтoвa. Хозяйкa дoказываeт себе, что безжaлoстный враг в её схeмe дoлжен взять на себя торгoвлю коллипсумoм. |                                                                       |                 |                                 |                   |                    |
| 5 | «Bones to Pick» «Коготь да Кости»                                     | Джон Лайд       | Джейсон Фаллер и Кайнан Гриффин | август 7, 2018    | 0.60               |
| Обнаружив мощный секрет, Уайерс шантажирует Гвинн, настаивая на том, чтобы она позволила ему выполнить казнь Талон. Между тем, пять убийц из прошлой поездки Талон наведались в город, чтобы позаботиться о незавершенном бизнесе                                                                                  |                                                                       |                 |                                 |                   |                    |
| 6 | «The Book of Names» «Книга имен»                                      | Джон Лайд       | Джейсон Фаллер и Кайнан Гриффин | август 14, 2018   | 0.56               |
| Талон обещает найти таинственную «Книгу Имен». Стала известна истинная личность Гвинн. Талон соглашается сопровождать Джанзо, чтобы встретиться с поставщиком коллипсумов, Червём за пределами Аванпоста. |                                                                       |                 |                                 |                   |                    |
| 7 | «The Colipsum Conundrum» «Катавасия с колипсом»                       | Кайнан Гриффин  | Джейсон Фаллер и Кайнан Гриффин | август 21, 2018   | 0.64               |
| Подозрения Гвинн о вине Витера усиливаются, и её решающее действие усиливает напряжение по отношению с Гарретом. У Талон и Джанзо возникает больше вопросов, чем ответов, когда они, наконец, встречаются с неуловимыми поставщиками коллипсума. Гаррет борется с новой отчаянной тайной, которая может его убить. |                                                                       |                 |                                 |                   |                    |
| 8 | «Beyond the Wall» «За стеной»                                         | Клэр Нидерпрюэм | Джейсон Фаллер и Кайнан Гриффин | август 28, 2018   | 0.65               |
| Талон, Джанзо и Гаррет отважились отправиться на запрещенную территорию в поисках Книги Имён. Во время их отсутствия к воротам подходит могущественная армия. Находящиеся в окружении начинают лихорадочно искать способ спастись.                                                                                 |                                                                       |                 |                                 |                   |                    |
| 9 | «The Vex Rezicon» «"Векс Резикон"»                                    | Джейсон Фаллер  | Джейсон Фаллер и Кайнан Гриффин | сентябрь 4, 2018  | 0.60               |
| Талон, Гаррет и Джанзо попадают в засаду, а вожделенная Книга достается противнику.Гвинн также попадает в сложную ситуацию. Тем временем жители Аванпоста находятся под давлением новых жестоких законов, Главный Орден обосновывается в роли репрессора в «Аванпосте».                                            |                                                                       |                 |                                 |                   |                    |
| 10 | «The Dragman is Coming» «Драгман крадется (Ловчий грядёт)»            | Джейсон Фаллер  | Джейсон Фаллер и Кайнан Гриффин | сентябрь 11, 2018 | 0.59               |
| Финал 1 сезона: Талон, Гаррет и Джанзо возвращаются с земель Грейскин, чтобы найти заветный Аванпост который теперь, очень отличается от того, каким они его покинули. Талон сталкивается с Дредом, но разрывается между местью и спасением своих друзей.                                                          |                                                                       |                 |                                 |                   |                    |

### Сезон 2 (2019)
| № общий | № в сезоне | Название                                                            | Режиссёр          | Автор сценария                 | Дата премьеры     | Зрители U.S. (млн) |
| ------- | ---------- | ------------------------------------------------------------------- | ----------------- | ------------------------------ | ----------------- | ------------------ |
| 11      | 1          | «We Only Kill to Survive» «Мы убиваем, чтобы выжить»                | Марк Роскин       | Джейсон Фаллер & Кинан Гриффин | июль 11, 2019     | 0.61               |
| 12      | 2          | «This Is One Strange Town» «Какой странный город»                   | Марк Роскин       | Джейсон Фаллер & Кинан Гриффин | июль 18, 2019     | 0.54               |
| 13      | 3          | «Not In This Kingdom» «Не в этом городе»                            | Марк Роскин       | Джейсон Фаллер & Кинан Гриффин | июль 25, 2019     | 0.52               |
| 14      | 4          | «Regarding the Matter of Garret Spears» «Что касается Гаррета Пики» | Джонатан Гласснер | Джейсон Фаллер & Кинан Гриффин | август 1, 2019    | 0.65               |
| 15      | 5          | «The Blade of The Three» «Клинок Троицы»                            | Орси Нагипал      | Кэтрин ДиСавино                | август 8, 2019    | 0.63               |
| 16      | 6          | «Because She's Worth It» «Она стоит этих усилий»                    | Орси Нагипал      | Джейсон Фаллер & Кинан Гриффин | август 15, 2019   | 0.60               |
| 17      | 7          | «Where You Go, People Die» «За тобой всюду следует смерть»          | Милан Тодорович   | Джейсон Фаллер & Кинан Гриффин | август 22, 2019   | 0.65               |
| 18      | 8          | «A Crown For The Queen» «Корона королеве»                           | Милан Тодорович   | Кэти ДиСавино                  | август 29, 2019   | 0.48               |
| 19      | 9          | «There Will Be A Reckoning» «Настал час расплаты»                   | Душан Лазаревич   | Джейсон Фаллер & Кинан Гриффин | сентябрь 5, 2019  | 0.64               |
| 20      | 10         | «The Only Way» «Другого выхода не было»                             | Душан Лазаревич   | Кэтрин ДиСавино                | сентябрь 12, 2019 | 0.63               |
| 21      | 11         | «Nothing Short of Heroic» «Настоящий героизм»                       | Курт Найт         | Джейсон Фаллер & Кинан Гриффин | сентябрь 19, 2019 | н/д                |
| 22      | 12         | «In The Worst Corner of My Memory» «Тот кошмарный день»             | Марк Роскин       | Джейсон Фаллер & Кинан Гриффин | сентябрь 26, 2019 | н/д                |
| 23      | 13         | «This Is Our Outpost» «Это наша застава»                            | Марк Роскин       | Джейсон Фаллер & Кинан Гриффин | сентябрь 26, 2019 | н/д                |

### Сезон 3 (2020 - 2021)
| № общий | № в сезоне | Название                                                           | Режиссёр          | Автор сценария                  | Дата премьеры    | Зрители U.S. (млн) |
| ------- | ---------- | ------------------------------------------------------------------ | ----------------- | ------------------------------- | ---------------- | ------------------ |
| 24      | 1          | «For the Sins of Your Ancestors» «За грехи предков твоих»          | Марк Роскин       | Джейсон Фоллер и Кайнан Гриффин | октябрь 8, 2020  | 0.46               |
| 25      | 2          | «The Peace You Promised» «Обещанный мир»                           | Милан Тодорович   | Джейсон Фоллер и Кайнан Гриффин | октябрь 15, 2020 | 0.59               |
| 26      | 3          | «A Life for a Life» «Жизнь за жизнь»                               | Милан Тодорович   | Джейсон Фоллер и Кайнан Гриффин | октябрь 22, 2020 | 0.43               |
| 27      | 4          | «The Key to Paradise» «Ключ к раю»                                 | Орси Надьпаль     | Джонатан Гласснер               | октябрь 29, 2020 | 0.44               |
| 28      | 5          | «Under Yavalla's Control» «Под контролем Явалы»                    | Орси Надьпаль     | Лаура Ванг (Лаура Рени Хоел)    | ноябрь 5, 2020   | 0.44               |
| 29      | 6          | «Kill the Rat, Kill the Kinj» «Убивая крыс, убиваешь кинж»         | Джонатан Инглиш   | Джейсон Фоллер и Кайнан Гриффин | ноябрь 12, 2020  | 0.42               |
| 30      | 7          | «Go Ahead and Run» «Бежим бегом»                                   | Джонатан Инглиш   | Джейсон Фоллер и Кайнан Гриффин | ноябрь 22, 2020  | 0.38               |
| 31      | 8          | «Dying Is Painful» «Умирать больно»                                | Милан Тодорович   | Лаура Ванг                      | ноябрь 29, 2020  | 0.25               |
| 32      | 9          | «She Is Not A God» «Она не бог»                                    | Имоджен Уотерхаус | Джейсон Фоллер и Кайнан Гриффин | декабрь 6, 2020  | 0.34               |
| 33      | 10         | «From Paradise to Hell and Back» «Из рая в ад и обратно»           | Курт Найт         | Джастин Патридж                 | декабрь 13, 2020 | 0.26               |
| 34      | 11         | «The Hardest Part of Being Queen» «Самое сложное в жизни королевы» | Курт Найт         | Джейсон Фоллер и Кайнан Гриффин | декабрь 20, 2020 | 0.32               |
| 35      | 12         | «Where Death Lives» «Где живет смерть»                             | Милан Тодорович   | Джейсон Фоллер и Кайнан Гриффин | декабрь 27, 2020 | 0.31               |
| 36      | 13         | «Violence Is Futile» «Насилие бесполезно»                          | Милан Тодорович   | Джейсон Фоллер и Кайнан Гриффин | январь 3, 2021   | 0.29               |

## Производство и трансляция
Syfy International одобрила 10-серийный первый сезон сериала 16 января 2018 года. 7 марта 2018 года телеканал The CW принял сериал для трансляции в Соединенных Штатах. Он был снят в штате Юта в период с января по май 2018 года. В октябре 2018 года телеканал The CW продлил «Аванпост» на второй сезон, премьера которого состоялась 11 июля 2019 года. Производство второго сезона началось в январе 2019 года, а производство сериала переместилось в Сербию. The CW продлил сериал на третий сезон в октябре 2019 года, премьера которого состоялась 8 октября 2020 года. В марте 2020 года Стормоен объявил, что производство «Аванпоста» было прекращено во время съемок шестого и седьмого эпизодов сезона из-за пандемии COVID-19. 8 июня 2020 года стало известно, что производство возобновит съемки третьего сезона в Сербии 12 июня 2020 года. 7 октября 2020 года, в преддверии премьеры третьего сезона, телеканал The CW показал еще 13 серий сериала.
В мае 2021 года сообщалось, что The Outpost вернется в эфир на канале The CW 15 июля 2021 года на четвертый сезон.

## Общенациональные медиа
Первый сезон был выпущен на DVD от Electric Entertainment 6 августа 2019 года. Второй сезон был выпущен на DVD от Electric Entertainment 15 сентября 2020 года.

## Награды и номинации
| Год  | Премия        | Категория                      | Номинация(и) | Результат | Ссылки |
| ---- | ------------- | ------------------------------ | ------------ | --------- | ------ |
| 2019 | Saturn Awards | Best Fantasy Television Series | The Outpost  | Ожидается | [ 63 ] |